# Glasin
Glasin es un municipio situado en el distrito de Mecklemburgo Noroccidental, en el estado federado de Mecklemburgo-Pomerania Occidental (Alemania), a una altitud de 75 metros. Su población a finales de 2016 era de 775 habs. y su densidad poblacional, 20 hab/km².
Glasin fue por primera vez mencionado en unos documentos de 1248.